# Alchemilla procumbens
El chilillo o Alchemilla procumbens, es una especie de planta herbácea perteneciente a la familia de las rosáceas.

## Descripción
Es una hierba postrada  que alcanza un tamaño de 10 a 40 cm de largo, con los tallos delgados. Las hojas están divididas en 3 partes como un abanico abierto, se notan sedosas en el reverso. Las flores son de color verdoso guinda, muy pequeñas al igual que los frutos.

## Distribución y hábitat
Es de origen desconocido y habita en clima templado entre los 2000 y los 3900 metros. Planta silvestre, cultivada en huertos familiares y asociada a vegetación perturbada de pastizal, bosques de encino, de pino y mixto de encino-pino.

## Propiedades
Se emplea como antidiarreica y estomacal en el estado de Michoacán. Con este propósito se prepara una infusión con las hojas, se toma como té todos los días hasta que desaparezca el malestar. Para sanar llagas y úlceras se hace una decocción de las hojas y con ella se lava y aplican compresas en la parte afectada. En el estado de Hidalgo, la cocción de toda la planta se bebe como té para la inflamación. En el Estado de México se elabora una infusión con tallo, hojas y flores que se toma para bajar la calentura; y una cocción del tallo y las hojas que se bebe para tratar afecciones de los riñones. Se menciona su acción astringente.

## Taxonomía
Alchemilla procumbens fue descrita por Joseph Nelson Rose y publicado en Contributions from the United States National Herbarium 10(3): 96, t. 27. 1906.
Sinonimia
- Lachemilla costaricensis Dammer
- Lachemilla procumbens (Rose) Rydb.[3]

## Nombres comunes
- Chilillo, enredadera, hierba de carranza, hojasé, pimpinillo.[1]